# لعبة طفل (فلم)
لعبة طفل (بالإنجليزية: Child's Play تشايلدز بلاي) هو فيلم رعب أنتج في العام 1988؛ كتبه دون مانسيني وأخرجه توم هولندا، وقامت يونايتد آرتيستس بإصداره للعرض العام في 9 نوفمبر 1988، ليكون الجزء الأول من سلسلة أفلام رعب تحمل نفس الثيمة.
لاقى الفيلم نجاحاً معقولاً في صالات السينما، وأصبح له أتباع من المعجبين، وطريقة خاصة بين أفلام الرعب، ليفرخ أجزاء جديدة من إنتاج شركة يونيفرسال (التي اشترت حقوق الفيلم بعد نجاحه) هي؛ لعبة طفل 2، لعبة طفل 3، عروس تشاكي (1998)، وبذرة تشاكي (2004), لعنة تشاكي 2013.
السلسلة مثار جدل محتدم، ويمكن أن يكون للفيلم تأثيرات نفسية قوية على فئة من المشاهدين. سبب الفيلم كوابيس مستمرة لبعض المشاهدين، كما أن عبارة تشاكي الشهيرة «هل تريد أن تلعب؟» Wanna play? اُستُخدِمَت من قبل القتلة، وقُلدت مشاهد من الفيلم بواسطة المجرمين.

## الحكاية
نتيجة لمطاردة عنيفة من قبل الشرطة، يلجأ مجرم شهير وعنيف اسمه تشارلز لي راي إلى محل ألعاب بينما يفر رفيقه إيدي، يتعقبه محقق شرطة اسمه مايك نوريس إلى داخل المحل ويطلق الرصاص على صدره، وقبل أن يموت تشارلز يقوم بنقل روحه إلى داخل إحدى الدمى من ماركة دمية الصديق الصالح بواسطة سحر الفودو. ويبقى جسده فتعتقد الشرطة أنه مات أخيراً.
في الصباح، يكون عيد ميلاد آندي باركلي السادس، ويتلقى آندي بمناسبة عيد ميلاده ملابس جديدة من أمه، لكنه يطالب بإحدى دمى الصديق الصالح مُتأثراً بإعلاناتها المتكررة، فتحتج أمه بأنها لا تملك المال الكافي لشرائها وتخرج من البيت إلى عملها. وفي العمل تجد وصديقتها ماجي بيترسون مشرداً يبيع إحدى دُمى الرجل الصالح بسعر منخفض فتشتريها لابنها، لكن هذه الدمية لم تكن إلا تشارلز لي راي.
تبقى ماجي مع آندي تلك الليلة، فتُدفع من نافذة العمارة لتموت، ووحده آندي الصغير من يعرف أن دميته هي الفاعل، يخبره تشارلز لي راي بأن اسمه تشاكي، ويأمره بالتغيب عن المدرسة وأخذه إلى مكان صديقه الذي خانه إيدي، حيث يقوم تشاكي الدمية بإحراق البيت وقتل إيدي، وتأتي الشرطة برفقة المحقق مايك نوريس ليجدوا آندي الصغير في مكان الجريمة. وهو يصر على أن دميته تشاكي هي الفاعل. يُرسل آندي إلى إحدى المصحات النفسية، وتعود أمه بالدمية إلى البيت، وهناك تكتشف أن ابنها كان محقاً، ويهرب تشاكي، فتلجأ إلى المحقق مايك نوريس الذي يرفض تصديق القصة في البداية.
يلجأ تشاكي إلى مرشده السحري ليعرف منه كيف يتخلص من جسد الدمية؛ فيخبره بأن عليه نقل روحه إلى جسد أول شخص كشف نفسه له، ولذا يسعى تشاكي وراء آندي الذي يهرب ويلجأ إلى أمه. يتعقب المحقق نوريس الأدلة ويكتشف صحة كلام الأم والولد فيذهب برفقة الأم إلى معلم تشاكي الذي يخبرهم بأن عليهم تدمير قلبه لأنه بشري.
يتجه تشاكي إلى منزل باركلي حيث يختبئ آندي، وتعود أمه والمحقق إلى البيت لتدور بينهم وبين تشاكي معركة مروعة، تنتهي بتفتيت الدمية

## وصلات خارجية
- مقالات تستعمل روابط فنية بلا صلة مع ويكي بيانات
- لعبة طفل على MGM (بالإنجليزية)
- تشاكي هوليكس (بالإنجليزية)